# Mimosa bracteolaris
Mimosa bracteolaris är en ärtväxtart som beskrevs av George Bentham. Mimosa bracteolaris ingår i släktet mimosor, och familjen ärtväxter. Inga underarter finns listade i Catalogue of Life.